# Finlands nationalteater

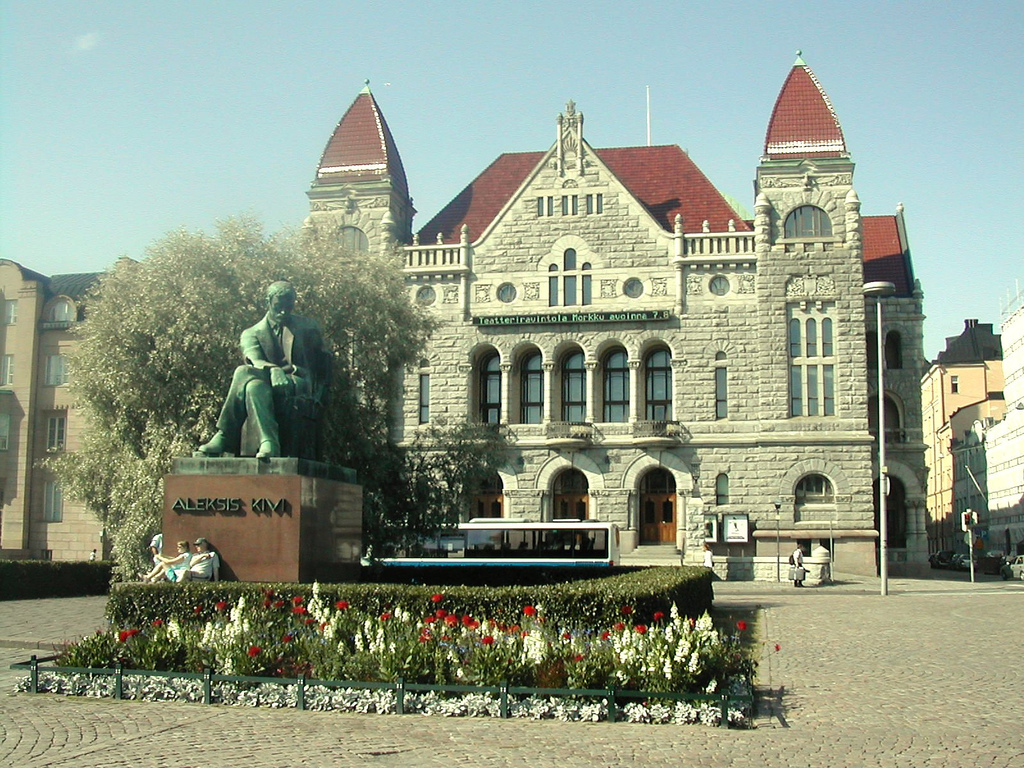
Finlands Nationalteater. I fögrunden en staty på författaren Aleksis Kivi gjord av skulptören Wäinö Aaltonen

Finlands Nationalteater (fi: Suomen Kansallisteatteri) är huvudscenen för teater på finska och ligger i norra ändan av Järnvägstorget i Helsingfors centrum. Nationalteatern är landets äldsta professionella finskspråkiga teater. Första föreställningen ägde rum i Björneborg den 13 oktober 1872, då under namnet Finska Teatern (fi: Suomalainen Teatteri). 
Det hade länge funnits en idé bland de så kallade fennomanerna att grunda en finskspråkig teater i Finland, där teater spelades på svenska, men där man började få ett behov av att försvara finska språket mot en russifiering när Finland låg under Ryssland. 1869 spelades en finskspråkig pjäs på Svenska teatern i Helsingfors. Denna väckte succé, och teaterdirektören August Westermark lät därför grunda en elevskola för finsktalande elever i sitt teatersällskap, kallad Unga finska teatern. Efter 1872 års lantdag meddelades att en finsk teater skulle få tillstånd, men någon sådan existerade ännu inte. I juni 1872 grundades slutligen Finska Teatern av Kaarlo Bergbom, och man anställde då flera av de nyss utbildade aktörerna från August Westermarks teater. 
Nationalteaterns första scen i huvudstaden var den gamla Arkadiateatern nära Riksdagshuset i Helsingfors. Den nuvarande teaterbyggnaden, som ritats av arkitekt Onni Tarjanne (tidigare Onni Törnqvist), invigdes 1902. I samband med invigningen av teaterhuset vid Järnvägstorget ändrades namnet till Finlands Nationalteater.
Byggnaden har fått tillbyggnader under 1930-talet och 1954 färdigställdes Lilla Scenen (Pieni näyttämö), som har ingången mot Kajsaniemiparken. Den nya delen ritades av arkitekterna Kaija och Heikki Sirén.

## Scener
Scener i Finlands nationalteater:
- Stora scenen (885 platser)
- Lilla scenen (309 platser)
- Willensauna (152 platser)
- Omapohja (78 platser, men kan variera. Finns i grannhuset i ett före detta resandehem.)

## Kända skådespelare
- Aurora Aspegren, 1872–1887
- August Aspegren, 1872–1887

- Ida Ahlberg, 1874–
- Carl Edvard Törmänen, 1873–1878
- Niilo Sala, 1881–1892
- Kaarle Halme, 1888–
- Yrjö Tuominen, 1926–1946
- Antero Suonio, 1917–
- Olga Poppius, 1885–
- Ester Niska, 1903–1907
- Pasi Jääskeläinen
- Iivari Kainulainen, 1901–
- Olga Salo, 1892–1916
- Jalmari Rinne, 1917–1936
- Sakari Halonen